# Tecnologia odontotecnica
La tecnologia odontotecnica è una materia di studio delle scuole secondarie superiore di odontotecnica, riguarda in particolare i materiali e di conseguenza anche gli strumenti e i macchinari che compongono il laboratorio odontotecnico nella costruzione delle protesi dentali.

## Materiali per uso odontotecnico

### Gessi (odontotecnica)
Il gesso: è un materiale di largo uso in campo odontotecnico per le sue caratteristiche di lavorabilità e adattabilità alle diverse forme che si possono utilizzare. In natura il gesso si trova sotto forma di solfato di calcio anidro e biidrato. In odontotecnica viene utilizzato solo la seconda forma. Ha una densità di 2,3  g per centimetro cubo e una durezza Mohs pari a 2. Il solfato di calcio biidrato viene "calcinato" dalle case produttrici e quindi otteniamo tre diversi prodotti secondo il tipo di calcinazione. La reazione chimica è la seguente:
2(CaSO4*2H2O)+ calore (120 °C) = (CaSO4)2*H2O+3H2O
Secondo il tipo di calcinazione otteniamo tre tipi di gesso:
- Gesso tenero o Beta: viene calcinato in forno aperto a pressione atmosferica e presenta le particelle di solfato di calcio semidrato porose e di forma irregolare. Viene utilizzato per rilevare le impronte (con percentuale di H2O maggiore), per costruire modelli di studio, come legante nei rivestimenti per saldature e fusioni.
- Gesso duro o Alfa: viene calcinato in un contenitore a chiusura ermetica in presenza di vapore acqueo sotto pressione e presenta le particelle di forma più regolare e più dense del Beta. Viene utilizzato principalmente per i modelli da lavoro e per le fasi intermedie delle lavorazioni in protesi mobile.
- Gesso extra duro o Alfa modificato: viene calcinato in una soluzione acquosa al 30% di cloruro di calcio in ebollizione, viene poi lavato con H2O a 100 °C, essiccato e macinato secondo la granulometria desiderata; presenta le particelle più dense, levigate e regolari rispetto ai precedenti. È particolarmente utilizzato per i modelli da lavoro di protesi fisse.

La corretta miscelazione della polvere di gesso con l'acqua viene data dalla grandezza delle particelle: il gesso tenero, avendo particelle porose e irregolari richiede una consistente quantità di H2O, il gesso duro ne richiede una quantità inferiore. È importante il giusto rapporto acqua/polvere affinché si riesca a ristabilire il solfato di calcio biidrato (una errata proporzione non consentirebbe il completamento della reazione inversa). È da notare che durante l'indurimento del gesso abbiamo una reazione esotermica a causa della precedente calcinazione.
(CaSO4)2*H2O+3H2O=}2(CaSO4*2H2O)+Calore

#### Espansione di presa
Il solfato di calcio semidrato reagendo con l'H2O per riformare il biidrato teoricamente presenta una contrazione volumetrica del 7,1% in quanto la somma del volume di semidrato e dell'acqua è maggiore del volume del biidrato che si forma. All'atto pratico notiamo però una espansione dovuta alla porosità delle particelle; detta espansione sarà quindi diversificata secondo i tre tipi di gesso che utilizziamo. Il materiale che ci viene inviato dalla casa produttrice deve essere da questa "bilanciato" cioè contenere l'esatta proporzione di "acceleranti" o "ritardanti" che ne regolano il tempo di presa.
L'accelerante più usato è il solfato di potassio (K2SO4), il ritardante più utilizzato è il borace (Na2B4O7*10H2O). Il cloruro di sodio in concentrazione inferiore al 20% funge da accelerante, in proporzione maggiore funge da ritardante. È perciò opportuno fare attenzione nell'aggiungere il sale perché anziché ottenere un tempo di presa veloce potremmo avere l'effetto contrario. I residui di sangue e saliva possono anch'essi fungere da ritardanti oltre a rendere imprecisi i particolari morfologici; è perciò opportuno lavare accuratamente le impronte e asciugarle con un getto d'aria.
Alcuni materiali da impronte come gli alginati o gli idrocolloidi possono fungere da ritardanti se non sono opportunamente trattati con sostanze acceleranti (incluse nella composizione o in una soluzione nella quale immergeremo il materiale da impronta).

#### Misurazione del tempo di presa
L'arco di tempo necessario alla miscela di acqua-gesso per l'indurimento è definito come tempo di presa, possiamo utilizzare due metodi:
- Sistema Gillmore: consiste nell'applicare un ago nell'impasto gessoso ancora tenero, quando l'ago non penetra più abbiamo il tempo di presa iniziale. Applichiamo successivamente un ago 4 volte più pesante, quando questo non penetrerà più abbiamo il tempo di presa finale.
- Sistema Vicat: Utilizziamo un contenitore troncoconico, faremo penetrare un ago applicato ad una barretta nel gesso dentro il contenitore, quando l'ago non arriverà più nel fondo del contenitore abbiamo il tempo di presa secondo Vicat che corrisponde circa al tempo di presa iniziale secondo Gillmore.

Potremo stabilire un certo grado di indurimento del gesso quando questo avrà la cosiddetta perdita di lucentezza (dovuta all'assorbimento dell'acqua); questa fase corrisponde a qualche attimo prima del tempo di presa secondo Vicat.

#### Miscelazione del gesso
È la fase meccanica in cui i componenti acqua-polvere vengono uniti e mescolati tra di loro in un contenitore.
- Miscelazione manuale: con questo metodo è molto facile includere nell'impasto gessoso delle bolle d'aria durante la spatolazione; è opportuno quindi utilizzare il vibratore per evitare imperfezioni nel modello; (spesso questo macchinario non dà buoni risultati).
- Miscelazione meccanica: si utilizzano per la spatolazione delle pale che vengono azionate manualmente mediante una manovella o meccanicamente con un motorino collegato alle pale mediante un piccolo alberino. In questo metodo possiamo anche utilizzare il sottovuoto, cioè un tubicino collegato con un aspiratore posto all'apice del motorino; questo metodo è sicuramente il migliore perché ci garantisce la totale assenza di bolle d'aria nell'impasto gessoso.

#### Conservazione dei modelli e delle polveri di gesso
Dopo la presa del gesso le dimensioni dei modelli rimangono praticamente costanti, nelle normali condizioni ambientali di umidità e temperatura; la loro conservazione non richiede quindi particolari attenzioni.
Per quel che riguarda le polveri di gesso è opportuno lasciare il contenitore a tenuta ermetica sempre chiuso per evitare che l'umidità presente nell'aria contamini il gesso stesso.
Si potrebbe avere la formazione di alcuni cristalli di biidrato se il tempo è breve; avremo invece un consistente numero di cristalli di biidrato se il tempo è prolungato.
Nel primo caso la reazione di presa sarà accelerata perché abbiamo la formazione di piccoli cristalli che sono già di biidrato, nel secondo caso la presa sarà ritardata perché il consistente numero di cristalli di biidrato non consente all'acqua di penetrare con la dovuta rapidità durante la miscelazione.

### Cere per uso odontotecnico
Le cere per uso odontotecnicoSono materiali di natura termoplastica che rammolliscono facilmente e sono deformabili sotto l'azione del calore e ritornano rigide con il raffreddamento. Hanno largo impiego in odontotecnica perché le loro caratteristiche permettono di lavorare con facilità sagomandole nelle forme desiderate.
Ne vengono utilizzati diversi tipi a seconda dell'uso e delle loro caratteristiche che dipendono dalla loro composizione chimica.
Distinguiamo le cere naturali costituite da idrocarburi ed esteri (con l'aggiunta di alcoli e acidi organici in alcuni tipi) e sintetiche che vengono impiegate in modo limitato miscelandole alle cere naturali (sono formate da composti organici complessi di varia natura). Per ottenere le proprietà desiderate vengono aggiunti adeguati additivi:
- Acido stearico e gliceril-tristearato: aumentano l'intervallo di fusione delle cere;
- Oli minerali: aumentano la plasticità delle cere;
- Resine naturali: aumentano la durezza e la resistenza delle cere.

#### Proprietà generali delle cere
- Temperatura di rammollimento: è la caratteristica fondamentale delle cere, essa consiste nella progressiva trasformazione delle strutture cristalline prima della fusione.

Al di sotto della temperatura di rammollimento le cere sono rigide e fragili, è quindi indispensabile raggiungere questa temperatura per modellare adeguatamente nelle forme che desideriamo, se ciò non avvenisse avremmo delle tensioni interne che comprometterebbero la corretta lavorazione.
- Intervallo di fusione: le cere non presentano un punto di fusione preciso, ma un intervallo di fusione che varia a seconda della composizione chimica (dai 40° agli 85 °C).
- Dilatazione termica: è la capacità di un corpo di espandersi in ogni direzione sotto l'azione del calore, possiamo dire che le cere hanno un alto coefficiente di dilatazione e al tempo stesso presentano una bassa conducibilità termica (capacità di un corpo di lasciar passare il calore da una zona all'altra del corpo stesso); di conseguenza nella solidificazione durante la modellazione, avremo una considerevole differenza di temperatura tra le zone interne e quelle esterne che raffredderanno prima. Dovremo perciò fare molta attenzione nel riscaldare adeguatamente la cera, colarne poca per volta facendo attenzione a non includere delle tensioni interne che provocherebbero delle imperfezioni a modellazione ultimata.
- Scorrimento viscoso: è il graduale cambiamento di forma che le cere subiscono sotto l'azione di un carico costante (durante la liquefazione può essere il peso stesso della stessa cera). Il grado di scorrimento dipende dalla temperatura, dalla forza applicata, e dal tempo di applicazione della forza stessa.
- Tensioni interne: Durante la modellazione si possono introdurre delle tensioni interne nella cera; questo fatto avviene principalmente per due motivi: se non si è effettuato un omogeneo riscaldamento (può accadere a causa della bassa conducibilità delle cere), se non abbiamo raggiunto pienamente l'adeguata temperatura di rammollimento. La presenza di tensioni interne è la causa principale delle distorsioni presenti nelle modellazioni in cera, dovremo perciò evitarle per avere una protesi funzionale.

#### Tipi di cere
- Cere per modellazioni di protesi fissa: vengono impiegate per le modellazioni in cera di protesi in lega nobile, devono avere quindi determinate caratteristiche, infatti la precisione e la funzionalità della protesi dipendono in buona parte dalle caratteristiche della cera utilizzata.
Requisiti:
  - Residuo: queste cere non debbono lasciare alcun residuo solido oltre i 500 °C durante il preriscaldamento, questo per evitare contaminazioni della lega e imprecisioni della protesi.
  - Dilatazione termica: vanno riscaldate uniformemente ed è quindi richiesto un adeguato periodo di tempo per raggiungere la temperatura di rammollimento; questo per evitare lo sfaldamento dovuto alla considerevole diversità tra conducibilità e dilatazione termica.
  - Colore: deve presentare un netto contrasto con il modello in gesso per modellare accuratamente ogni minimo particolare.

Per la corretta costruzione delle protesi fisse dobbiamo utilizzare la cera prestando particolare attenzione alle forme, queste devono essere il più possibile simili al lavoro finito. Non si dovrebbero introdurre tensioni interne che provocherebbero distorsioni e imprecisioni nella modellazione. È opportuno riscaldare adeguatamente anche le spatole che si utilizzano e colare la cera mediante piccole aggiunte; bisogna mettere in rivestimento il più rapidamente possibile per evitare deformazioni dovute all'ambiente.
- Cera amorfa: è un sottotipo di cera che viene utilizzata per ricostruire il colletto anatomico quando si ricostruisce una protesi fissa. Le qualità di questa cera evitano le deformazioni e le imprecisioni del colletto che potrebbero derivare dalla contrazione od espansione del rivestimento durante il preriscaldamento.
- Cera per fusioni: viene impiegata per la modellazione in cera degli scheletrati, vaporizzano completamente oltre i 500 °C quindi anche in questo caso si utilizza il metodo di fusione a cera persa. Si trova in commercio sotto forma di fili, fogli e preformati avendo già la forma delle varie parti che compongono lo scheletrato (es.:ganci - barre - retine). Vengono adattate sul modello costruito in materiale refrattario, di conseguenza devono avere specifiche proprietà:
  - Adesività: che facilita il mantenimento della posizione sul modello;
  - Deformabilità plastica: per ottenere le forme desiderate;
- Cere per modellazione di protesi mobile: vengono utilizzate per il montaggio dei denti nelle protesi parziali e totali mobili, per ricostruire i B.R.O. e per la costruzione di apparecchi ortodontici.

Il requisito fondamentale che devono avere è la stabilità dimensionale, in quanto devono conservare la corretta posizione dei denti durante le variazioni di temperatura.
Devono rammollire senza sfaldarsi e non lasciare residui solidi (l'espansione termica fra 25 e 40 °C non deve essere maggiore dello 0,8% per mantenere le corrette relazioni dentali).
- Cere da inscatolamento: in questo tipo se ne distinguono due:
  - cera per bordatura;
  - cera per inscatolamento o boxing.

La prima viene adattata tutt'attorno all'impronta seguendone i particolari morfologici, deve essere quindi facilmente deformabile per seguire scrupolosamente i margini dell'impronta.
La seconda viene applicata sulla prima per costruire il box in cera in modo che sviluppando l'impronta avremo già lo zoccolo del modello; deve essere quindi facilmente deformabile e adattabile anche a temperatura ambiente per ridurre eventuali deformazioni.
- Cere adesive o collanti: a temperatura ambiente sono rigide e fragili, ma una volta fuse aderiscono tenacemente alle superfici sulle quali vengono applicate mantenendo così (dopo la solidificazione) l'unione delle parti dove sono poste. Aderiscono bene ai metalli, alle resine sintetiche e ai gessi e rivestimenti; vengono utilizzate per fissare in posizioni opportune parti di protesi in resina o lega metallica per effettuare successive operazioni come riparazioni e saldature.
- cere per sottosquadri: vengono utilizzate per eliminare dal modello tutte le zone di sottosquadro, e quindi facilitare le successive lavorazioni, possiedono un punto di fusione alto, che oscilla dai 60 °C fino ai 105 °C (circa).

## Le impronte
Per la corretta costruzione delle protesi e in particolare di quella totale mobile, dobbiamo avere una accurata conoscenza di alcuni particolari morfologici del cavo orale:
Arcata superiore
- Frenulo labiale: ci indica il centro della bocca ed è quindi un importante punto di riferimento; va "scaricato" per non evitare inconvenienti al paziente.
- Frenuli buccali: segnano il limite del gruppo frontale (non è una rilevazione sempre precisa) e vanno "scaricati" come il labiale.
- Cresta alveolare: è il punto più alto dell'impronta ed è importante perché ci indica dove si trovano i denti naturali; di conseguenza nel montaggio dei denti applicheremo questi nel centro della cresta alveolare.
- Tuber superiori: segnano il limite delle due semiarcate con una zona tondeggiante ed è importante che nell'impronta vengano riprodotti completamente, perché la protesi totale deve chiudere perfettamente in questa zona (in caso contrario potrebbe muoversi e includere dell'aria nell'interspazio tra protesi e mucosa).
- Limite tra palato duro e palato molle: per la corretta applicazione della protesi il medico deve segnare nell'impronta questo limite perché la protesi deve chiudere nel palato duro senza essere traumatica per il palato molle (diversamente si hanno gli inconvenienti citati per i Tuber).

Arcata inferiore
- Frenuli linguale, frenuli buccali, frenulo labiale e ghiandole sottolinguali: sono tutte zone che vanno scaricate per evitare la compressione da parte della protesi.
- Cresta alveolare: vedi arcata superiore.
- Trigoni retromolari: vedi tuber.

Essendo le impronte, il negativo della bocca del paziente, queste devono avere specifici requisiti:
- Esatta riproduzione dei minimi particolari della bocca, compresi i denti residui.
- Debbono essere totali e non parziali.
- Non debbono esistere stirature e distorsioni dei particolari morfologici.
- Deve essere recente e non presentare eccessive retrazioni.
- Se nell'impronta abbiamo denti pilastro devono essere riprodotti chiaramente i colletti anatomici (è bene utilizzare l'anellino di rame o il retrattore gengivale).

### Porta impronte
Vengono utilizzati per contenere il materiale da impronta e rilevare correttamente questa. Ne distinguiamo due tipi:
- Prefabbricato: può essere di plastica o metallo, liscio o forato (per trattenere il materiale); il diverso utilizzo dipende dal tipo di materiale.
- Individuale (P.I.F.): viene utilizzato nelle bocche edentule quando il portaimpronte prefabbricato non ci garantisce la corretta riproduzione del cavo orale.

Procedimento:
- - Il medico rileva una prima impronta con il cucchiaio prefabbricato, quindi il tecnico costruisce un modello in gesso e su questo il P.I.F.(porta impronte funzionale) in resina o baseplate.
  - L'impronta che il medico rileverà è di massima precisione perché il materiale viene incluso tra due forme anatomiche uguali.
  - Anellino di rame: serve per rilevare le impronte singole; viene tagliato e adattato alla forma del colletto; può rilevare impronte che hanno una discreta precisione.

### Materiali da impronte
Vengono divisi in reversibili e irreversibili a seconda del fatto di poter essere riutilizzati (è sempre sconsigliato riutilizzare il materiale). I reversibili sono:
- Idrocolloidi: sono composti da tre sostanze base: l'agar agar (gelatina estratta da un'alga marina), l'acqua e la resina. A questi vengono aggiunti coloranti, profumi e altre sostanze che fungono da mezzo legante e vengono inglobate in fibre di cotone. Si trovano in commercio in contenitori a tenuta ermetica ed essendo un materiale gelatinoso vengono riscaldati, prima dell'uso, con vapore (40-45 °C).

Sono impiegati principalmente per la duplicazione dei modelli nella costruzione di scheletrati; hanno scarso impiego nel rilevamento delle impronte perché, per queste operazioni si richiede una lavorazione particolare (bisogna includere nel portaimpronte una serpentina dove faremo circolare l'acqua per raffreddare velocemente il materiale).
- Paste termo-plastiche: sono costituite da guttaperca, gomma, talco, cera, coloranti e altri materiali. Rammolliscono facilmente e una volta raggiunto lo stato plastico (dai 45 ai 75 °C secondo i tipi) vengono collocate nel porta impronte. Vengono usate esclusivamente per impronte singole con anellino di rame, o in alcuni casi per il bordaggio nel metodo Schreinemakers.

Tra i materiali irreversibili abbiamo:
- Alginati: sono derivati dall'acido alginico (estratto dalle alghe marine) con l'aggiunta di materiali secondari e del gesso che funge da legante.

Hanno largo impiego per la discreta precisione e praticità d'uso e una notevole elasticità; infatti per uscire dal cavo orale si deformano ma, una volta estratti riprendono la forma primitiva.
Si trovano in commercio sotto forma di polvere in appositi contenitori e vengono miscelati con l'acqua in adeguate proporzioni. Prima di sviluppare l'impronta bisogna lavare questa in acqua fredda per rimuovere eventuali residui di sangue e saliva; per questo motivo possiamo immergere l'impronta in una soluzione di solfato di potassio (K2SO4) per qualche minuto, poi asciugarla con aria.
I portaimpronte utilizzati sono forati per trattenere il materiale e bisogna fare attenzione alla retrazione dell'alginato, quindi bisogna svilupparle il più presto possibile (le retrazioni sono dovute alla disidratazione).
- Elastomeri: sono materiali gommosi dotati di ottima elasticità, quindi riproducono perfettamente tutti i sottosquadri del cavo orale (per questo motivo sono largamente usati). Sono composti da due materiali: la pasta base e la pasta fluida; si trovano in tubetti e vengono mescolati con gli opportuni catalizzatori.

Viene utilizzata la tecnica della "doppia impronta".
Gli elastomeri sono più stabili degli alginati, ma ugualmente vanno sviluppati velocemente.

### Metodi di sviluppo
- Doppia impronta: mescoliamo la pasta base che ha la consistenza di uno stucco con il catalizzatore e rileviamo una prima impronta. Mescoliamo successivamente l'elastomero fluido con catalizzatore e lo immettiamo nell'impronta con una siringa; rileviamo ora una seconda impronta che sarà di massima precisione perché l'elastomero fluido penetrerà perfettamente in tutti i sottosquadri.

Questo metodo è largamente usato perché ci permette di rilevare, con il portaimpronte in commercio una impronta precisa come possiamo ottenere con il portaimpronte individuale; questo perché l'elastomero fluido penetra tra due materiali che hanno la stessa forma: cavo orale ed elastomero base.
- Boxing: è il metodo più corretto per sviluppare le impronte e particolarmente quelle edentule. Consiste nell'applicare una striscia di cera per bordatura, di un paio di mm tutto intorno ai particolari morfologici dell'impronta, si applica poi una diga di cera per inscatolamento alta 1–2 cm. che permette di ottenere lo zoccolo.

Per evitare imperfezioni nel modello è consigliabile miscelare il gesso sotto vuoto e colarlo nelle zone più alte in modo che si espanda uniformemente (è utile battere l'impronta contro una superficie dura).
- Rovesciamento: consiste nell'includere direttamente il gesso nell'impronta e rovesciarlo su un mucchietto di gesso preparato; per ottenere lo zoccolo si hanno due metodi di lavorazione:
  - Dopo aver colato il gesso aggiungiamo dei grumi alla sommità e lasciamo solidificare il materiale. Immergiamo in una soluzione acquosa satura di solfato di calcio (gesso) per qualche minuto, lo estraiamo e asciughiamo con un getto di aria, quindi rovesciamo l'impronta su di un mucchietto di gesso preventivamente preparato. Questo metodo, benché molto preciso, viene scarsamente usato per l'eccessiva lavorazione.
  - Dopo aver colato il gesso lasciamo che questo abbia una certa consistenza, poi lo rovesciamo sul mucchietto di gesso per lo zoccolo. Questo metodo è largamente usato, ma può comportare degli inconvenienti: se il gesso è troppo tenero quando eseguiamo il rovesciamento, delle particelle acquose potrebbero scendere lasciando il gesso (che riproduce i particolari morfologici) disidratato e quindi friabile. Potrebbero quindi derivarne delle mancanze o delle imperfezioni nelle parti del modello che più ci interessano.

Impronte singole
Anellino di rame: viene utilizzato per rilevare le impronte di un moncone o del canale radicolare di un dente devitalizzato. Il medico adatta l'anellino di rame al colletto del dente e, se lo ritiene opportuno, farà un foro affinché il materiale da impronta possa adattarsi perfettamente sul moncone o nel canale radicolare (foro di sfiato).
Per il corretto sviluppo dell'impronta singola dovremo applicare una diga di cera e sviluppare con alcuni materiali (gesso, resina di rame, cementi e amalgami). Per rendere il moncone più preciso e resistente si può utilizzare prima dello sviluppo, il bagno galvanico, che ci permette di ottenere uno strato uniforme di rame da 1-1,5 mm sul moncone stesso.

## Bagno galvanico
Come già detto serve a rendere l'impronta del moncone più precisa e resistente, si può utilizzare prima dello sviluppo, il bagno galvanico, che ci permette di ottenere uno strato uniforme di rame da 1-1,5 mm sul moncone stesso.
Strumentazione:
- Trasformatore: per portare la corrente elettrica da alta a bassissima intensità (da 220 a 0,5 Volt).
- Raddrizzatore: per variare la corrente da alternata a continua onde avere un deposito di rame migliore.
- Termostato: mantiene costante la temperatura (tra i 20 e 24 °C).
- Reostato: regola l'afflusso della corrente.
- Milliamperometro: misura l'afflusso della corrente.

Composizione dell'elettrolita
- Acqua distillata: serve da solvente per unire omogeneamente gli altri componenti affinché possa avvenire la dissociazione elettrolitica.
- Acido solforico: funge da catalizzatore in quanto favorisce e accelera la ionizzazione.
- Solfato di rame: è la sostanza che viene scissa apportando corrente: avremo così il deposito di rame nelle improntine e il solfato che rigenera la barretta.
- Allume di potassio: è in piccolissime percentuali essendo un eccipiente senza funzioni specifiche (1%).

Fasi preliminari
Le improntine sono dielettriche (non conducono elettricità) quindi vengono cosparse di un velo d'argento colloidale per avere un deposito uniforme di rame.
Rivestiamo con della cera gli anellini all'esterno per evitare deposito di rame in questa zona, quindi applicheremo per ogni anellino contenuto nel porta impronte a forma di T, un filo di rame laccato per chiudere il circuito (con un contagocce riempiremo di liquido elettrolita gli anellini per evitare che eventuali bolle d'aria ostacolino il deposito uniforme di rame).
Colleghiamo la barretta di rame immersa nella vaschetta contenente il liquido elettrolita, con il polo positivo (anodo), e il portaimpronte a T con gli anellini al polo negativo (catodo); diamo corrente e da questo momento inizia il processo di ionizzazione o dissociazione elettrolitica: il solfato di rame CuSO4 si scinde in ioni positivi (cationi) e negativi (anioni) dando luogo quindi al componente metallico Cu (rame) e al componente non metallico SO4 (radicale solfato).
Con la ionizzazione avremo quindi il rame che perde i due elettroni dell'orbita esterna diventando Cu++; il radicale solfato acquisirà gli elettroni ceduti dal rame diventando SO4--.
In accordanza con la regola del magnetismo, che dice che cariche opposte si attraggono e cariche uguali si respingono, avremo il rame (Cu++) che si depositerà sulle improntine (Anellino) collegate al polo negativo, mentre il radicale solfato (SO4--) andrà alla barretta collegata al polo positivo.
Dopo circa 1 ora controlleremo che il deposito di rame stia avvenendo uniformemente, diversamente applicheremo, nelle zone degli anellini che ne sono sprovviste, dell'altro argento colloidale. Aumentiamo gradualmente l'intensità di corrente e dopo diverse ore la nostra galvanizzazione è ultimata (circa 6 ore).

## Resine odontotecniche
Le resine sintetiche sono materiali particolari con caratteristiche fisiche, chimiche ed estetiche che ne permettono un largo impiego in odontotecnica. Hanno la fondamentale caratteristica di poter assumere le più svariate forme in determinate condizioni di temperatura e pressione. Chimicamente hanno origine da composti ben definiti (polimeri) che con l'intervento di opportuni catalizzatori (monomeri) danno luogo alla reazione chimica definita polimerizzazione che permette di ottenere una protesi con caratteristiche adeguate.
Requisiti delle resine sintetiche
- Adeguate caratteristiche meccaniche e chimiche: dovrebbero presentare una elevata elasticità e resistenza in quanto devono sopportare il peso del carico masticatorio o delle sollecitazioni dei liquidi buccali.
- Elevata stabilità chimica (dalla fornitura fino a protesi ultimata).
- Buone caratteristiche estetiche: il colore e la traslucidità devono essere simili ai tessuti naturali (è importante che il colore si mantenga nel tempo).
- Insolubilità nei liquidi buccali e assorbimento di questi nella minor quantità possibile.
- Bassa densità, particolarmente le protesi totali devono essere leggere e riprodurre al tempo stesso tutti i particolari morfologici.
- Temperatura di rammollimento elevata; tale da non generare deformazioni della protesi nel cavo orale.
- Assenza di sapore, odore e di fenomeni irritativi e allergici.

Attualmente le resine sintetiche più usate sono le resine acriliche a base di polimetilmetacrilato: questa è una resina acrilica ottenuta dalla polimerizzazione del metil metacrilato o metacrilato di metile.
Il metil metacrilato è l'estere metilico dell'acido metacrilico.
Suddividiamo principalmente le resine sintetiche in due gruppi:
Termopolimerizzanti e autopolimerizzanti
Le prime hanno bisogno di una determinata quantità di calore per fare avvenire la polimerizzazione e quindi ottenere tutti i requisiti necessari per una corretta ricostruzione protesica.
Le autopolimerizzanti non richiedono un riscaldamento esterno in quanto la polimerizzazione avviene spontaneamente a temperatura ambiente (la composizione della polvere e del liquido sono uguali a quelle termopolimerizzabili, ma con l'aggiunta di un attivatore chimico il quale, essendo presente nel liquido e miscelandosi con il perossido di benzoile presente nella polvere come iniziatore, dà luogo alla polimerizzazione anche a temperatura ambiente).
Rapporto monomero-polimero: la proporzione più appropriata tra il polimero (polvere) e il monomero (liquido) è di tre parti a una in volume e due parti a una in peso.
Quanto più polimero impieghiamo, minore risulterà il tempo di reazione e la tendenza a contrarsi della resina durante la polimerizzazione; d'altra parte è opportuno impiegare una adeguata quantità di monomero perché possa bagnare completamente le particelle di polimero (infatti le proporzioni polimero-monomero possono variare secondo le dimensioni delle particelle della polvere di polimero).

### Impieghi delle resine
- Resine sintetiche per basi di protesi: vengono utilizzate in protesi mobile per le loro caratteristiche, infatti il loro componente principale è il polimetil-metacrilato.

In alcune lavorazioni possono essere utilizzate resine acriliche fluide e modificate (rinforzate con gomma) e idrofile (assorbono acqua).
- Resine per ribasature di Protesi mobile: i tessuti molli sottostanti le basi protesiche tendono a subire cambiamenti di forma nel tempo a causa del lento riassorbimento del tessuto osseo sottostante. È quindi necessario modificare la forma della superficie della protesi in resina che entra in contatto con la mucosa per mantenere l'adeguata aderenza. Per questa operazione dobbiamo impiegare delle resine simili alle precedenti ma che possano adattarsi perfettamente per ottenere lo scopo desiderato.
- Resine per riparazione di protesi mobile: nonostante le continue sollecitazioni che le protesi subiscono durante le normali funzioni masticatorie, relativamente poche si fratturano nella bocca; questo è spesso dovuto a basi troppo sottili e incisure di frenuli troppo profonde o acute. Per la riparazione di protesi possiamo impiegare resine acriliche polimerizzabili sia a caldo che a freddo.
- Resine artificiali: sono simili nella composizione a quelle per basi protesiche ma contengono una concentrazione maggiore di sostanze che aumentano la loro resistenza all'usura e il peso del carico masticatorio (la parte dei denti che viene fissata alla base in resina contiene però una quantità inferiore di queste sostanze in modo da consentire una corretta unione con la resina della base stessa).

I denti artificiali vengono costruiti attraverso opportuni procedimenti di formatura per compressione e sono formati da strati di diverso colore e spessore in modo da generare un aspetto naturale e una adeguata traslucidità nelle zone incisale e occlusali.
- Resine per corone e ponti di protesi fissa: per questo impiego sono disponibili vari tipi di resine che possono presentare un'ampia gamma di colorazioni simili ai denti naturali resine acriliche termopolimerizzabili; copolimeri vinil-acrilici termopolimerizzabili; resine acriliche modificate; resine acriliche con sostanze rinforzanti; resine composite a base di monomero di Bowen).

## Porcellane dentali
Con il termine "porcellana" si intende il prodotto ceramico tradizionale a pasta con costituenti base (caolino 50% - quarzo 25% e feldspati 25%). I prodotti ceramici impiegati in odontotecnica si diversificano dai suddetti per la percentuale di caolino che è molto inferiore; infatti la struttura finale delle porcellane dentali è costituita da una matrice vetrosa che ingloba particelle cristalline di varia natura, variabili secondo il tipo di prodotto.
Le porcellane sono ampiamente utilizzate in odontoiatria perché:
- sono stabili e inalterabili nel cavo orale,
- ben tollerate dai tessuti buccali,
- resistenti all'usura e
- con caratteristiche estetiche eccellenti in quanto possiamo impartire loro le più svariate sfumature di colore.

Sono il materiale estetico che ci fornisce maggiori garanzie di durata in quanto, se costruite e rifinite correttamente, possono restare esenti da depositi di sostanze estranee. Tra gli aspetti negativi abbiamo una bassa resistenza alla trazione e una considerevole fragilità; possiamo però ovviare a questi inconvenienti scegliendo gli adeguati materiali progettando e costruendo correttamente la protesi.
Le porcellane dentali vengono prodotte sotto forma di polveri le quali, per il loro impiego, vengono impastate con liquidi opportuni; l'impasto ottenuto viene modellato nella forma desiderata impiegando degli appositi strumenti, poi posto alla cottura. Durante questa abbiamo la sinteri delle particelle che formano le polveri e con il successivo raffreddamento otteniamo una massa rigida e compatta che conserva la forma impartita prima della cottura. La sinteri delle particelle determina una contrazione volumetrica del materiale, quindi dovremo tenerne conto durante la modellazione.

### Struttura delle porcellane
Le porcellane hanno una struttura costituita principalmente da una base di tetraedri silicatici, con la presenza di cationi metallici disseminati tra i tetraedri silicatici (K, Na, Li).
Possono esser classificate in base alla temperatura alla quale è necessario portare l'impasto per ottenere le migliori caratteristiche fisiche ed estetiche:

#### Porcellane ad alta temperatura di cottura (oltre 1200°C)
Vengono impiegate per la costruzione di denti artificiali in porcellana anche se il loro impiego è attualmente molto limitato; i componenti base sono: feldspati dal 75% all'85%; quarzo dal 12% al 22%; caolino 4%.
A queste sostanze base vengono aggiunte ossidi metallici di diversa natura, come coloranti e opacizzanti, in modo da conferire le opportune caratteristiche (opacità, traslucidità, sfumature di colore).

#### Porcellane a media e bassa temperatura di cottura (1200-1050, al di sotto dei 1050 per basse temperature)
Si trovano in commercio sotto forma di polveri in quanto le materie prime di queste porcellane vengono proporzionate e fuse insieme in modo da formare una massa vetrosa nella quale sono disciolti alcuni tipi di cristalli; la massa fusa viene quindi raffreddata bruscamente generandone lo sgretolamento (vetrificazione della porcellana). Questo tipo di porcellane in base all'impiego e alla diversa natura e proporzione dei singoli componenti vengono suddivise in:
- Porcellane feldspatiche per corone a giacca e intarsi: le materie prime sono: feldspati 60%, silice 25% e fondenti 15% (hanno lo scopo di abbassare la temperatura), a questi aggiungiamo gli ossidi metallici per conferire le dovute caratteristiche.
Vengono a loro volta suddivise in tre tipi in base alle zone che devono ricostruire:
  - Opaco: contiene sostanze opacizzanti come l'ossido di titanio e di zirconio; servono per creare il primo strato di materiale nella costruzione delle corone ed ha lo scopo di eliminare la trasparenza della lega sottostante. È importante per il risultato finale riguardo all'estetica, perché dopo la cottura, si presenta con superfici irregolari e granulose, ciò consente alla luce riflessa da questo primo strato, di disperdersi negli strati sovrastanti ottenendo un effetto più realistico e naturale.
  - Dentina: è formata da opportuni ossidi che impartiscono le diverse tonalità di colore; viene applicata sull'opaco e serve per costruire la massa principale e più voluminosa della corona. Le dentine vengono a loro volta suddivise in:
    - Dentine gengivali: vengono utilizzate nel terzo cervicale ed hanno una ridotta traslucidità.
    - Dentine del corpo: vengono impiegate per costruire il volume principale della corona ed hanno una elevata traslucidità.

  - Smalto: è costituito da vetri feldspatici dotati di elevata traslucidità; contengono sostanze cristalline e opacizzanti suddivise in particelle piccolissime per creare speciali effetti di colore. Viene applicato sulla dentina e serve per impartire alla corona l'aspetto dello smalto dei denti naturali. Con la sua cottura si ottengono superfici lisce e compatte che riducono l'adesione di sostanze estranee (questo è importante per l'igiene e la conservazione della protesi).
Ai tre tipi di masse ceramiche possiamo aggiungere diverse porcellane con specifiche funzioni:

1. Intensivi: servono per riprodurre macchie colorate in modo da conferire al dente in porcellana un aspetto più naturale.
2. Correttivi: servono per eseguire correzioni su corone finite e riguardano in particolare le zone del contatto.
3. Trasparenti: aumentano la trasparenza nelle zone incisive dando un aspetto simile ai denti naturali.
4. Vetrine: vengono applicate in strati sottili sulle superfici delle corone finite se esistono lievissime mancanze dovute alla retrazione della porcellana durante la cottura.
5. Colori: sono polveri vetrose che vengono applicate sulle corone della cottura finale (conferiscono anch'esse il colore simile ai denti naturali).
L'aggiunta di questi materiali che hanno scopi specifici serve per ottenere una protesi che dia i migliori risultati estetici, ma richiede una elevata abilità da parte del tecnico per integrare e proporzionare i vari elementi tra di loro.

- Porcellane alluminose per la costruzione di Corone a giacca: vengono utilizzate al posto delle porcellane feldspatiche se si vuole costruire una corona a giacca più resistente; infatti queste porcellane contengono delle particelle di allumina disseminate nella matrice vetrosa dopo la cottura, che conferiscono la necessaria resistenza. Gli strati di porcellana alluminosa (opaco-dentina-smalto), hanno caratteristiche simili a quelle delle feldspatiche, ma presentano una più elevata durezza e una maggiore traslucidità (particolarmente nello smalto).
- Porcellane feldspatiche per oro-ceramica: vengono utilizzate per la costruzione di protesi a ponte fisse (possiamo definire questo il tipo di protesi che dà i migliori risultati funzionali ed estetici).

La loro composizione è simile a quelle feldspatiche utilizzate per le corone a giacca con l'aggiunta di ossido di potassio (K2O) e ossido di sodio (Na2O) in concentrazioni maggiori; in questo modo otteniamo un aumento del coefficiente di dilatazione termica lineare rendendo la porcellana compatibile con le leghe metalliche.
Gli strati di queste porcellane (opaco-dentina-smalto) presentano una particolare traslucidità ed è quindi opportuno utilizzare uno strato sufficientemente ampio di dentina e smalto (almeno 1 mm ciascuno) per ottenere un adeguato effetto estetico e rivestire la struttura metallica evitando la trasparenza della stessa.

### Condensazione della porcellana
Per il corretto impiego, la polvere di porcellana viene mescolata con acqua distillata o con liquidi opportuni. Grazie alla tensione superficiale di questi, le particelle di porcellana possono essere sagomate nell'impasto desiderato e mantenere la forma fino alla cottura. Durante l'essiccamento, il liquido o l'acqua vengono eliminate e le particelle di porcellana si appoggiano le une sulle altre; nella successiva cottura abbiamo un rammollimento e di conseguenza un'unione delle particelle vetrose che occupano lo spazio del liquido o dell'acqua, diminuendo il volume del materiale: questo procedimento dell'unione delle particelle prende il nome di sinterizzazione.
Durante le fasi di cottura abbiamo la riduzione progressiva delle particelle di liquido e questo favorisce l'unione di quelle vetrose: è importante perciò, prima della cottura, eliminare gli eccessi di liquido per favorire l'unione suddetta. Questo procedimento prende il nome di Condensazione della porcellana e può essere eseguito in diversi modi: per vibrazione - per pennello.

## Cottura della porcellana
Iniziamo questo procedimento con l'essiccamento dell'impasto mettendolo sul refrattario (sostegno) e ponendolo davanti al forno opportunamente riscaldato (a 650° circa), in modo da essiccare lentamente l'impasto. Se mettessimo direttamente la porcellana in forno potremmo avere la produzione di vapore con la formazione di crepe e di vuoti nella porcellana stessa (generalmente il tempo di essiccazione è di 3-5 minuti); successivamente introdurremo la porcellana in forno seguendo, per la cottura, le istruzioni del fabbricante in quanto, i materiali ceramici richiedono tempi e temperature molto precisi per la corretta riuscita del lavoro.
Durante la cottura distinguiamo tre periodi:
- Primo periodo o del biscotto basso: è la fase nella quale le particelle vetrose iniziano a rammollire e ad unirsi tra di loro; in questa fase la struttura è porosa e abbiamo scarsa concentrazione volumetrica.
- Secondo periodo o del biscotto medio: è la fase nella quale lo scorrimento viscoso delle particelle ha raggiunto un grado da permettere la completa coesione di queste; abbiamo una diminuzione della porosità e una consistente concentrazione volumetrica.
- Terzo periodo o del biscotto alto: è la fase nella quale il materiale presenta superfici levigate, ma non ancora lisce, e la porcellana ha raggiunto la sua massima concentrazione.

Generalmente dopo queste fasi si attua la prova in bocca al paziente controllando tutti gli aspetti funzionali ed estetici e successivamente si passa alla cottura finale (a vetrino) che consiste nel riscaldare a opportuna temperatura per un tempo determinato, la ceramica.
Durante quest'ultima fase le irregolarità superficiali vengono levigate perché abbiamo uno scorrimento viscoso delle particelle e di conseguenza avremo anche l'adeguata traslucidità. (Questa fase si può sostituire con l'applicazione sulla superficie della porcellana, di una particolare vetrina a basso punto di fusione).

### Shock termico della porcellana dentale
Dopo la cottura potremmo notare nella porcellana, una o più crepe che possono essere visibili solo dopo qualche giorno e di conseguenza anche dopo la cementazione della protesi nel cavo orale.
La formazione di queste crepe è dovuta al cosiddetto shock termico, cioè ad un riscaldamento o raffreddamento non sufficientemente omogeneo della porcellana durante la cottura. Questo determina una espansione o una contrazione più rapida nelle zone superficiali rispetto a quelle interne, dando luogo a tensioni interne che provocano un raffreddamento diversificato delle diverse zone, quindi, nel tempo, potremmo notare le crepe suddette.
È perciò opportuno seguire molto scrupolosamente tempi e temperature consigliate dai fabbricanti.

### Materiali da rivestimento
Sono materiali di natura minerale o ceramica che vengono ridotti in polvere e miscelati con acqua distillata od opportuni liquidi al fine di ottenere una corretta lavorazione nei trattamenti termici eseguiti in odontotecnica (fusione e saldatura).

#### Rivestimenti per fusioni
Sono principalmente costituiti da tre sostanze base:
- Sostanza refrattaria: sono quelle che resistono alle alte temperature e permettono la compattezza del rivestimento durante il riscaldamento di questo. Il componente principale delle sostanze refrattarie è la Silice e si può presentare in tre diverse forme allotropiche: quarzo, tridimite e cristobalite, presenti in diverse percentuali secondo il tipo di rivestimento.
- Sostanza legante: la sostanza refrattaria non è in grado di consentire la presa, quindi l'indurimento della miscela di rivestimento; è perciò indispensabile la presenza di un legante che permetta la corretta unione delle particelle di rivestimento e di conseguenza la presa.

Esistono tre tipi di legante: solfato di calcio semiidrato (Gesso Beta), ossido di magnesio, fosfati e un gel di silice.
- Additivi: sono sostanze chimiche che vengono aggiunte per migliorare le proprietà del rivestimento; vengono utilizzati: il cloruro di sodio, l'acido borico, il solfato di potassio e l'ossido di magnesio per controllare l'espansione e il tempo di presa del legante; ossido di bario, ossido di calcio, alluminio, rame in polvere e grafite sono sostanze riducenti degli ossidi che si formano sulla superficie delle leghe durante la fusione; il talco che rende più levigate le superfici della lega.

#### Requisiti dei rivestimenti per fusioni
Per ottenere una lega che risponda ai requisiti funzionali di una corretta protesi fissa, il rivestimento deve avere i seguenti requisiti:
- I principali costituenti non devono separarsi durante la conservazione nell'apposito contenitore o durante la miscelazione per poter assolvere i loro specifici requisiti.
- Si devono miscelare opportunamente in modo che l'impasto si adatti perfettamente alla modellazione in cera.
- Devono generare superfici lisce nella lega per riprodurre i minimi dettagli (grana fine).
- Durante il riscaldamento non si devono decomporre generando gas corrosivi che potrebbero attaccare chimicamente la superficie della lega.
- Devono essere refrattari per resistere alle alte temperature e non presentare alcuna deformazione sia durante il preriscaldamento che durante la colata della lega.

#### Classificazione dei rivestimenti per fusioni
In base alla natura della sostanza legante, possiamo classificare i rivestimenti in:
- Rivestimento a legante gessoso: viene impiegato come rivestimento per le cosiddette leghe d'oro da colata utilizzate per la protesi fissa. Si trovano in commercio sotto forma di polvere e vengono miscelati con acqua; ogni componente della polvere ha proporzioni e funzioni specifiche. Nella sostanza refrattaria abbiamo una miscela di cristobalite e quarzo con la presenza di piccole parti di tridimite. Queste generano la trasformazione strutturale dovuta all'espansione termica che prende il nome di inversione. Come legante utilizziamo il solfato di calcio semiidrato (30-35%), questo consente l'indurimento del rivestimento in quanto miscelando con l'acqua reagisce trasformandosi in solfato di calcio biidrato (in questo modo impartisce alla miscela anche la dovuta resistenza meccanica).

Gli additivi sono utilizzati per controllare il tempo di presa del gesso (acceleranti, ritardanti), per ridurre la contrazione del gesso dovuto alle perdite dell'acqua di cristallizzazione (acido borico e cloruro di sodio), per ridurre la formazione di ossidi sulla lega d'oro durante la colata (sostanze riducenti come grafite in povere, rame in polvere e simili). Il rivestimento gessoso viene utilizzato per quelle leghe che richiedono un preriscaldamento fino a 700 °C, infatti oltre questa temperatura il solfato di calcio in presenza di carbonio (che troviamo nei rivestimenti o nei residui della modellazione in cera) reagisce chimicamente con questo generando solfuro di calcio e ossido di carbonio.
Il solfuro di calcio così formato reagisce a sua volta con l'altro solfato di calcio generando anidride solforosa e ossido di calcio secondo la reazione che segue.
L'anidride solforosa è un gas estremamente corrosivo che attacca chimicamente le leghe d'oro sia superficialmente che tra i grani cristallini conferendo notevole fragilità e generando sulla protesi uno strato superficiale di solfuri che ne provocano la decolorazione difficilmente eliminabile.
- Rivestimenti a legante fosfatico per fusioni

Sono formati da polvere che viene miscelata con acqua o con un liquido apposito fornito dal fabbricante, sempre diluito con acqua; vengono utilizzati principalmente per la fusione di leghe utilizzate per la struttura metallica della porcellana.
La polvere è formata da silice sotto forma di cristobalite e quarzo in concentrazioni comprese tra il 75% e il 90%, ossido di magnesio (Mg O2) e monoammonio fosfato (NH4 H2 PO4) con l'aggiunta di grafite in polvere che ha lo scopo di creare un'azione riducente nella cavità durante la fusione della lega.
Il liquido fornito dal fabbricante è costituito da una soluzione colloidale di silice in acqua e viene generalmente unita all'acqua distillata per regolare l'eventuale espansione del rivestimento.
La presa del rivestimento avviene grazie alle reazioni chimiche che abbiamo tra l'ossido di magnesio, l'acqua e il monoammonio fosfato, con la formazione di fosfato di magnesio ed ammonio idrato (NH4 Mg PO4 * 6H2O) e si presenta sotto forma di massa gelatinosa legando insieme le singole particelle.
- Rivestimenti per fusione a legante siliceo

In questi rivestimenti funge da legante un gel di silice che si forma durante la presa; si trovano sotto forma di polvere che viene miscelata con 2 o 3 liquidi forniti dal fabbricante.
Sono principalmente utilizzati per la fusione di leghe usate nella costruzione di scheletrati.
La polvere è costituita principalmente da una miscela di cristobalite e quarzo con l'aggiunta di piccole quantità di ossido di magnesio e additivi; i liquidi possono essere a base di etil silicato o a base di silicato di sodio.
Questi rivestimenti una particolare attenzione nella manipolazione in quanto per le esatte proporzioni dei liquidi forniti dalla casa produttrice bisogna seguire scrupolosamente le indicazioni; la reazione che si genera (idrolisi del silicato) dura circa 3 ore a temperatura ambiente ed è esotermica, aumentando così la temperatura della soluzione.
Questi rivestimenti non hanno largo impiego sia per la laboriosa manipolazione che per la bassa resistenza che abbiamo dopo la presa.
- Rivestimenti per saldatura

Hanno una composizione simile ai rivestimenti per fusione essendo costituiti principalmente da polvere di quarzo e solfato di calcio in rapporto di 3 a 1 (esistono anche tipi meno usati composti da pomice e gesso) che si mescolano con acqua o acqua distillata in opportune proporzioni.
La funzione fondamentale di questi rivestimenti è di consentire una saldatura con minor cambiamenti dimensionali possibili rispettando le forme e le dimensioni delle parti da unire.
Per assolvere questi requisiti debbono possedere le seguenti caratteristiche:
a) una resistenza sufficiente a poter mantenere l'integrità durante l'intero ciclo di riscaldamento e di raffreddamento senza fratturarsi;
b) la composizione deve facilitare lo scorrimento della legha d'apporto senza contaminare questa e creando un effetto riducente durante la saldatura;
c) deve essere facilmente removibile da tutte le zone della protesi, dopo la saldatura;
d) un cambiamento dimensionale compatibile con quello della temperatura degli elementi da unire.

## Abrasivi
L'abrasione è l'asportazione progressiva di un certo quantitativo di particelle minute dalla superficie di una protesi mediante sostanze più o meno ruvide definite "abrasive", azionate da dispositivi meccanici.
L'azione abrasiva di queste sostanze dipende:
1. Dalla ruvidità della sostanza abrasiva;
2. dalla pressione che si esercita sulla protesi (maggiore è la pressione, più materiale verrà asportato);
3. dalla velocità con la quale si fa agire meccanicamente l'abrasivo.

Distinguiamo gli abrasivi in due grandi gruppi:
I) Per abrasione
a) Carborundum: è formato da carburo di silicio cristallizzato, ottenuto per fusione a 3000 °C della sabbia di quarzo e del carbone cock.
Impastato con sostanze refrattarie è il componente principale degli abrasivi;
il diverso rapporto del carburo di silicio e del carbone di cock fa cambiare la grana dell'impasto variando la dimensione dei granelli. Si usa sotto forma ruote, punte montate e dischi.
b) Carburo di tungsteno: si ottiene riscaldando la polvere di tungsteno e carbone a 1500 °C ed ha una durezza molto vicina a quella del diamante. È usato sotto forma di ruote, punte montate e dischi per le lavorazioni a forte velocità.
c) Diamante: è la sostanza più dura che troviamo in natura; la sua polvere viene impastata con sostanze adesive e utilizzata come gli altri componenti abrasivi.
d) Pomice: si ottiene dalla pietra pomice di origine vulcanica ed è una miscela naturale di silicati e di ossidi metallici. La troviamo in commercio sotto forma di polvere che misceleremo con l'acqua, od in pasta.
e) Smeriglio: è una varietà granulare del corindone ottenuto da un miscuglio di alluminio e ferro; si trova sotto forma di fogli di carta su tela mista a gomma, e in polvere.
II) Per lucidare
a) Bianchetto: è un ossido metallico miscelato ad alcool e viene utilizzato per lucidare superfici che hanno una durezza relativa, come le resine.
b) Ossido di cromo: si trova sotto forma di pasta, gomma o polvere di colore verdognolo e viene utilizzato per lucidare i materiali che hanno notevole durezza come gli acciai e le leghe stellite.
c) Rossetto: è un ossido di ferro che si trova sotto forma di blocchi cilindrici, utilizzato per lucidare particolarmente le leghe auree.
d) Silicati di alluminio: sono di colore giallastro e vengono utilizzati per lucidare i metalli e le superfici resistenti in genere.

## Decappanti per uso odontotecnico
In odontotecnica per il decapaggio vengono utilizzati alcuni acidi che hanno la funzione di eliminare dalle superfici metalliche, gli ossidi e le impurità derivate dalle diverse lavorazioni.
Distinguiamo i seguenti acidi decappanti:
1. Acido solforico (H2SO4): è un liquido oleoso che viene utilizzato in soluzione acquosa al 50% per togliere alle leghe auree gli ossidi e le impurità derivanti dalla fusione o dalla saldatura. La miscela deve essere fatta molto lentamente con l'aggiunta dell'acido nell'acqua e non viceversa; a lungo andare la soluzione di acido solforico assume una colorazione verdastra: ciò è dovuto all'ossido di rame che si è trasformato in solfato di rame. In questo caso non dovremo più utilizzare detta soluzione.
L'acido solforico può intaccare a freddo metalli come l'alluminio, il ferro e lo zinco, mentre sui 200 °C intacca tutti i metalli ad eccezione dell'oro e del platino.
2. Acido cloridrico (HCl): è incolore e solubile in acqua (dal 20% al 40%) e viene utilizzato per sciogliere velocemente gli ossidi (particolarmente l'ossido di rame), per eliminare le tracce di gesso e di rivestimento dalle strutture metalliche. Bisogna fare attenzione perché danneggia irrimediabilmente le leghe con un'alta concentrazione d'argento.
3. Acido fosforico (H3PO4): si trova in natura sotto forma di cristalli prismatici incolori e viene miscelato con acqua al 50: viene utilizzato per sciogliere rapidamente i residui dei cementi dalle protesi metalliche.
4. Flux: tra i materiali decappanti possiamo aggiungere i flux utilizzati nelle operazioni di saldatura. I composti principali di questi materiali sono: il tetraborato di sodio anidro (Na2B4O7), la silice (SiO2) e l'acido borico (H3BO3). A questi componenti base possiamo aggiungere l'alcool e la vaselina; (in questo caso il flux sarà in pasta e non in polvere).

Hanno la funzione di detergere la zona di saldatura favorendo ossidazione e il surriscaldamento ed hanno un'azione chimica riducente degli ossidi che si formano.

## Metallurgia odontotecnica
Studia la natura, la suddivisione e le varie proprietà e caratteristiche dei metalli a confronto dei vari elementi della tavola periodica degli elementi.
In base alle loro caratteristiche generali gli elementi chimici vengono suddivisi nei tre seguenti gruppi: metalli - non metalli - semi-metalli, anche se questa suddivisione non è rigorosa in quanto determinati composti possono presentare caratteristiche dei diversi gruppi (stati allotropici degli elementi).
- Metalli: sono situati nella parte sinistra e in basso del sistema periodico degli elementi e formano la maggior parte di quelli conosciuti (80 su 105); le caratteristiche fondamentali di questi materiali sono:

a) solidi a temperatura ambiente (ad eccezione del mercurio che è liquido e del gallio e del cerio che sono liquidi oltre i 30 °C).
b) sono elettropositivi, cioè hanno la tendenza a cedere elettroni formando cationi (caratteristica fondamentale dei metalli).
c) sono buoni conduttori di elettricità e di calore.
d) tendono a combinarsi con l'ossigeno formando gli ossidi e tale ossidazione può essere più o meno marcata secondo la natura del metallo o la temperatura alla quale esso si trova.
e) sono insolubili in acqua e vengono facilmente attaccati dagli acidi inorganici con la formazione dei corrispondenti sali e con la liberazione di idrogeno. In natura solo alcuni di essi si presentano allo stato nativo (sotto forma di minerali), mentre la maggior parte di essi si trova sotto forma di composti come ossidi, solfuri, solfati, carbonati, dai quali i singoli metalli vengono estratti.
- Non metalli: sono elementi elettro-negativi, cioè hanno la tendenza ad acquistare elettroni originando anioni. Per natura sono elementi molto diversi fra loro, l'unica caratteristica comune, oltre a quella precedente, è la spiccata tendenza alle scarse proprietà metalliche. In normali condizioni di temperatura e di pressione si presentano nelle più svariate forme, infatti possono essere: solidi, liquidi e gassosi. Sono situati nella parte destra del sistema periodico degli elementi.
- Semimetalli: sono solo cinque elementi posti in posizione intermedia del sistema periodico tra i metalli e i non metalli, infatti hanno caratteristiche intermedie tra questi due gruppi; sono il boro, il silicio, l'arsenico, il tellurio e l'astato.

In odontotecnica è importante poter utilizzare degli elementi che ci possono garantire la corretta riuscita delle lavorazioni inerenti alle protesi. Per questo motivo vengono utilizzati quasi esclusivamente i metalli nobili che hanno le proprietà desiderate.
Possiamo definire metalli nobili quelli che, a pressione ordinaria, non si ossidano né a freddo, né a caldo, ma solo eventualmente oltre il loro punto di fusione.
Essi sono: platino, palladio, iridio, rodio, osmio, rutenio, oro e argento; quest'ultimo non viene però considerato in odontotecnica un metallo nobile in quanto annerisce facilmente anche a temperatura ambiente.

### Struttura dei metalli
Nella pratica odontotecnica vengono utilizzati principalmente l'oro, l'argento, il platino e il palladio come metalli nobili ai quali viene spesso aggiunto il rame, per formare leghe che corrispondono pienamente alle proprietà desiderate per una protesi. È importante notare che dette proprietà sono possibili per la natura degli elementi, ma anche per la loro identica struttura cristallina; infatti presentano tutti un sistema cristallino cubico a facce centrate.

#### Sistemi cristallini
I sette sistemi cristallini sono: cubico, tetragonale, ortorombico, trigonale, esagonale, monoclino e triclino. Ogni sistema cristallino comprende uno o più reticoli cristallini, i quali si differenziano per la disposizione delle particelle. I reticoli possono essere: semplice, a corpo centrato, a facce centrate, a base centrata.
Le particelle che costituiscono i solidi possono essere: molecole, atomi o ioni. Poiché in ogni punto reticolare possono essere presenti particelle di tipo diverso a seconda della natura della sostanza che si desidera, sebbene vi siano solo 14 tipi di reticoli cristallini, vi è praticamente un numero infinito di strutture cristalline nelle quali molecole, atomi o ioni diversi sono associati a ciascun punto del reticolo.

### Proprietà dei metalli in odontotecnica
Per assolvere i requisiti richiesti nella costruzione di una protesi, i metalli utilizzati devono rispondere a determinate proprietà.

#### Proprietà fisiche
Riguardano la natura dei metalli, e in particolare dobbiamo tenere presenti le seguenti proprietà:
a) Peso specifico: è il rapporto tra il peso e il volume e può variare in base alla temperatura. È particolarmente importante nella costruzione di protesi scheletriche in quanto queste ultime formano la base per ulteriori ricostruzioni protesiche; è quindi opportuno che siano il più leggere possibile.
Per queste protesi vengono perciò utilizzate le cosiddette leghe stelliti formate da cromo e cobalto con l'aggiunta di molibdeno e nichel; questi elementi hanno peso specifico inferiore a quello dei metalli nobili.
b) Dilatazione termica: è la tendenza degli elementi ad espandersi in ogni direzione sotto l'azione del calore (dilatazione volumetrica e lineare).
I coefficienti di dilatazione degli elementi sono in genere inversamente proporzionali alla temperatura di fusione, infatti l'elemento che ha il coefficiente di dilatazione più basso è il platino, seguito dai metalli più affini.
In odontotecnica è importante utilizzare leghe con basso coefficiente di dilatazione termica, per ristabilire accuratamente tutte le zone della protesi (fusione) e facilitare l'unione dei pezzi metallici nella saldatura.
c) Conducibilità di calore: è l'attitudine di un corpo che permette il passaggio di calore da un punto all'altro del corpo stesso. Ha stretta connessione con la dilatazione termica e ne ricalca i requisiti.
d) Temperatura di fusione: i metalli presentano, come tutti gli elementi, una temperatura specifica che segue il passaggio dallo stato solido a quello liquido. Raggiunta questa temperatura, il calore fornito permette a questa di rimanere costante al fine di vincere la forza di coesione molecolare e quindi portare l'elemento allo stato liquido (calore latente di fusione); solo quando la forza di coesione molecolare è completamente vinta, e l'elemento è liquido, la temperatura riprende a salire.

#### Proprietà chimiche
Riguardano il comportamento dei metalli nei confronti di agenti esterni e la loro reazione è dovuta alle caratteristiche che li distinguono.
- Corrosione: consiste nella progressiva degradazione del materiale fino ad arrivare all'eventuale distruzione. In odontotecnica possiamo avere tre tipi di corrosione:
  - Chimica: data dalla reazione dei cibi nel cavo orale;
  - Biologica: data da enzimi e batteri nel cavo orale;
  - Elettrochimica: riguarda il comportamento delle protesi metalliche ed è quella che ci interessa maggiormente.
- Ossidazione: tutti i metalli hanno la tendenza a combinarsi con l'ossigeno a diverse temperature. I metalli usati in odontotecnica non devono combinarsi a freddo con l'ossigeno perché potremmo avere la decolorazione della protesi ed eventuali punti di rottura (se l'ossidazione deriva da un trattamento termico).
- Solfatazione: è la combinazione degli elementi con i derivati dello zolfo presenti nell'aria; un tipico esempio è dato dall'annerimento dell'argento. Per questo motivo nella composizione delle leghe odontotecniche le percentuali devono essere ridotte.

#### Proprietà meccaniche
Sono proprietà derivanti da specifiche prove alle quali vengono sottoposti i campioni metallici.
- Resistenza alla trazione: si calcola applicando una forza di trazione costante e continua fino alla rottura; il coefficiente di allungamento prima di questa ci dà il grado di resistenza alla trazione.
- Resistenza alla torsione: si calcola applicando una forza torsionale ad un filo di 1 mm di diametro fino ad arrivare alla rottura; il coefficiente di resistenza alla torsione sarà dato dalla lunghezza che ha raggiunto il filo prima della rottura. L'elemento che presenta il coefficiente più alto di resistenza alla trazione e torsione è il platino.
- Elasticità: è la proprietà dei materiali di subire una deformazione temporanea e ritornare allo stato primitivo senza subire rotture o cedimenti.
- Resilienza: è la capacità degli elementi di resistere agli urti provenienti da diverse direzioni, si calcola mediante la prova del pendolo di Charpy.
- Durezza: è la resistenza alla deformazione da parte di un corpo esterno. Si può calcolare mediante le prove di: Brinell, Vickers, Rockwell, Shore. Può essere utilizzata la scala di Mohs.
- Resistenza alla compressione: viene calcolata applicando la forza di compressione sull'asse longitudinale del campione metallico con un carico e per un tempo determinato. Il coefficiente di resistenza alla compressione sarà dato dalla lunghezza che presenta il campione dopo la prova.

In odontotecnica è importante che i metalli utilizzati abbiano alti coefficienti di tutte le prove meccaniche perché devono resistere alle sollecitazioni del carico masticatorio provenienti dalle diverse direzioni, al fine di salvaguardare sia l'integrità della protesi che quella dei tessuti orali.

#### Proprietà tecnologiche
Riguardano la lavorabilità dei metalli nella costruzione delle protesi odontotecniche.
- Malleabilità: è la proprietà che hanno i metalli di essere ridotti in lamine sottilissime (il più malleabile è l'oro).
- Duttilità: è la capacità dei metalli di essere ridotti in fili sottilissimi (il più duttile è il platino).
- Temprabilità: è l'attitudine degli elementi a lasciarsi temperare mediante il rapido raffreddamento (acqua, alcool, olio). Viene fissata a temperatura ambiente la struttura molecolare dell'elemento riscaldato, aumentandone sensibilmente la durezza.
- Saldabilità: è l'attitudine dei metalli a combinarsi con altri elementi mediante limitato apporto di calore; in odontotecnica utilizziamo la brasatura facendo attenzione alla continuità del reticolo cristallino (azione capillare) per evitare punti di rottura.
- Fluidità: è la capacità degli elementi allo stato liquido di penetrare in cavità di dimensioni ben definite. È una proprietà indispensabile per i metalli usati in odontotecnica in quanto durante le fusioni la lega utilizzata deve penetrare perfettamente nelle cavità del rivestimento lasciate libere dalla vaporizzazione della cera.
- Fusibilità: è l'attitudine dei metalli di passare dallo stato solido a quello liquido ed è perciò in stretta connessione con la temperatura di fusione.
- Plasticità: è la caratteristica degli elementi a lasciarsi deformare permanentemente sotto l'azione di una forza pur mantenendo le loro caratteristiche (è il contrario dell'elasticità).

### Metalli usati in odontotecnica
In odontotecnica vengono usate leghe nobili formate principalmente da oro, argento e rame; sono inoltre presenti in genere altri elementi come il platino, il palladio e in alcuni casi: zinco, iridio e rutenio.
La composizione di queste leghe può variare secondo l'impiego, comunque deve avere una adeguata resistenza alla corrosione nel cavo orale.
- Oro (Au). Ha una temperatura di fusione di 1063 °C, densità 19,3 gr/ cm³, durezza Brinell 25, ed è costituito da un sistema cristallino cubico a facce centrate. È il metallo più malleabile, non si ossida all'aria ed è poco reattivo con la maggioranza delle sostanze (può essere attaccato particolarmente dall'acqua regia che è una soluzione di acido nitrico e acido cloridrico).

Allo stato puro è un metallo molto tenero e poco resistente, per questo motivo viene usato con altri metalli nelle leghe odontotecniche per ottenere proprietà meccaniche molto più elevate.
È importante che nella pratica odontotecnica l'oro non sia contaminato da impurità che possono influire marcatamente sulle proprietà della lega: la presenza di piccole percentuali di piombo rende l'oro molto fragile; il mercurio genera un impoverimento delle proprietà.
Si deve perciò evitare di miscelare con leghe nobili tracce di leghe contenenti piombo, bismuto e altri elementi o amalgami contenenti mercurio. Nei trattamenti termici bisogna fare attenzione a utilizzare crogioli diversi, e nella collocazione della protesi bisogna controllare che questa non entri in contatto con eventuali otturazioni.
L'oro è il principale componente delle leghe nobili usate in odontotecnica e impartisce loro una elevata resistenza alla corrosione, ed essendo uno dei metalli più pesanti, conferisce anche una elevata densità.
- Rame (Cu). Ha una temperatura di fusione di 1083 °C, durezza Brinell 35, densità 8,39 gr/ cm³ e presenta un sistema cristallino cubico a facce centrate.

È un metallo duttile e malleabile ed è un buon conduttore di elettricità e calore; viene aggiunto all'oro principalmente per ottenere delle leghe aventi una durezza e una resistenza meccanica elevate.
Un fattore importante che concerne il rame è la sua capacità di abbassare la temperatura di fusione delle leghe odontotecniche e ridurre l'intervallo di fusione; questo facilita la fusione delle leghe e riduce la tendenza alla segregazione dei grani durante la solidificazione, aumentando così l'omogeneità delle leghe stesse. Bisogna però considerare che il rame non è un metallo nobile, di conseguenza ha bassa resistenza alla corrosione, è perciò usato in percentuali limitate.
- Argento (Ag). Ha temperatura di fusione 960 °C, durezza Brinell 26, densità 10,49 gr/ cm³. Il sistema cristallino è cubico a facce centrate, è un metallo duttile e malleabile ed è il miglior conduttore di calore ed elettricità.

È leggermente più duro dell'oro, ma meno del rame, ma presenta il grave inconveniente della solfatazione (si combina con lo zolfo, il cloro e il fosforo, o con i vapori e i composti di questi elementi eventualmente presenti nell'aria -anidride solforosa).
I cibi contenenti composti dello zolfo, generano dei marcati annerimenti dell'argento a causa della formazione del solfuro d'argento sulla superficie della protesi.
L'argento trovandosi allo stato liquido tende a sciogliere consistenti quantità di ossigeno rendendo difficoltose le operazioni di fusione e ottenendo superfici ruvide e porose; unendosi però con il rame viene notevolmente ridotta questa caratteristica, infatti l'argento viene impiegato nelle leghe in percentuale ridotta. Il vantaggio che l'argento porta alle leghe è quello di migliorare la resistenza meccanica essendo più duro dell'oro.
- Platino (Pt). Ha una temperatura di fusione di 1769 °C, durezza Brinell 48 e densità 21,45 gr/ cm³ e un sistema cristallino cubico a facce centrate. Gli effetti della sua presenza nelle leghe sono: aumenta notevolmente la durezza, la resistenza meccanica, la resistenza alla corrosione e la temperatura di fusione.

Il suo impiego è però in genere piuttosto limitato (sempre inferiore al 10%) per il costo elevato ed essendo sostituito dal palladio che ha proprietà simili.
- Palladio (Pd). Ha una temperatura di fusione di 1552 °C, durezza Brinell 50, densità 12,02 gr/ cm³, e il sistema cristallino cubico a facce centrate.

Viene impiegato come sostitutivo del platino nelle leghe avendo caratteristiche simili. Presenta però alcuni inconvenienti: allo stato liquido scioglie notevoli quantità di idrogeno, si possono ottenere quindi, dopo la solidificazione, delle superfici porose (è quindi opportuno utilizzare macchinari di fusione che evitino questo inconveniente); il palladio ha anche la tendenza ad elevare la temperatura di fusione delle leghe e a schiarirle molto più del platino; per le considerazioni fatte possiamo dire che le percentuali di palladio devono essere inferiori al 10%.
- Zinco (Zn). Ha una temperatura di fusione di 420 °C, durezza Brinell 35, densità 7,15 gr/ cm³ e il sistema cristallino esagonale compatto.

Viene utilizzato nelle leghe in minime percentuali (non superiori al 3%), ma presenta alcune caratteristiche molto importanti: abbassando la temperatura di fusione delle leghe, aumenta la fluidità allo stato liquido favorendo la precisione nelle operazioni di fusione e saldatura, inoltre riduce l'ossidazione degli altri metalli componenti la lega ossidandosi per primo (l'ossido di zinco che si forma durante la fusione non viene inglobato nella lega liquida, ma galleggia su questa e non viene trattenuto all'interno della fusione quando questa è ultimata).
Altri costituenti
Oltre agli elementi citati, le leghe usate in odontotecnica contengono altri elementi in concentrazioni molto piccole; tra queste abbiamo: indio (presente come disossidante al posto dello zinco); iridio o rutenio (presenti come agenti nucleanti aventi lo scopo di produrre fusioni con grani di piccole dimensioni).

### Leghe usate in odontotecnica
Le leghe usate in odontotecnica si dividono principalmente in due grandi gruppi: leghe nobili e leghe non nobili.
Tra le prime distinguiamo: leghe d'oro per fusioni, leghe per saldatura o d'apporto, leghe per ricostruzioni dirette, leghe per tecniche metallo-ceramica.
Tra le leghe non nobili distinguiamo: acciai inossidabili, leghe stellite.

#### Leghe nobili
- Leghe d'oro per fusioni: sono utilizzate per la costruzione di protesi mediante la fusione a cera persa, e vengono suddivise in quattro tipi secondo le specifiche lavorazioni:
  - leghe tenere: sono formate principalmente da oro, argento e rame; sono notevolmente duttili e malleabili e possono essere facilmente deformate plasticamente a freddo. Il loro impiego è limitato alla costruzione di intarsi non sollecitati o solo leggermente sollecitati durante la masticazione; hanno scarso impiego
  - leghe medie: sono simili alle precedenti, ma contengono piccole percentuali di palladio e platino. Vengono impiegate nella ricostruzione di tutti i tipi di intarsi e possono essere utilizzate anche nella costruzione di corone quando queste hanno una struttura metallica sufficientemente resistente.
  - leghe dure: rispetto alle altre contengono palladio e platino in proporzioni leggermente maggiori, presentano di conseguenza proprietà meccaniche più elevate; sono impiegate per la costruzione di corone, ponti e intarsi.
  - leghe extradure: contengono platino e palladio in concentrazioni consistenti (fino al 12%); vengono impiegate per la costruzione di protesi a ponte circolare, corone, intarsi e protesi scheletriche. Sono le più dure e resistenti.
- Leghe per saldatura o d'apporto: si trovano sotto forma di fili e strisce metalliche e servono per le brasatura usate in odontotecnica. La loro composizione deve permettere la corretta azione capillare affinché, a trattamento termico ultimato, possiamo avere la continuità del reticolo cristallino evitando punti di rottura.

Esistono in commercio diverse leghe d'apporto, ma i componenti sono sempre gli stessi anche se con percentuali diverse; la più usata ha la seguente composizione: oro (componente base) presente all'81%, gli altri due componenti base sono argento 8% e rame 7%; a questi vengono aggiunti: lo zinco 2% (per aumentare la fluidità della lega) e lo stagno 2% (per abbassare la temperatura di fusione che deve sempre essere inferiore a quella della lega base).
- Leghe per ricostruzioni dirette: sono leghe che vengono impiegate per l'esecuzione di ricostruzioni dentarie (otturazioni) direttamente nel cavo orale. Sono particolari leghe a base di: argento, rame, zinco e stagno che vengono miscelati con il mercurio e prendono il nome di amalgami.
- Leghe per tecniche metallo-ceramica: questo tipo di leghe deve rispondere a particolari requisiti onde permettere l'unione chimica con la struttura in porcellana.

Devono anche avere un punto di fusione piuttosto elevato e buona resistenza meccanica alla trazione e alla torsione; in commercio ne abbiamo diversi tipi e ne elencheremo solo alcuni:
- lega a base di oro-platino-palladio: sono composte da questi elementi con l'oro in percentuali maggiori (dall'80% al 90%), gli altri due metalli e l'aggiunta di argento, indio e stagno in piccolissime percentuali.
- lega a base di palladio: sono composte da questo elemento per il 70-80% con l'aggiunta di stagno, gallio ed oro in piccole concentrazioni; vanno utilizzate con particolare attenzione vista la loro composizione.
- leghe non nobili per metallo-ceramica: abbiamo diversi tipi di queste leghe che utilizzano percentuali diversificate dei seguenti metalli: cromo, cobalto, molibdeno, tungsteno, nichel, titanio, (ed in alcuni casi) ferro in piccole percentuali.

#### Leghe non nobili
- Acciai inossidabili: in odontotecnica vengono utilizzati gli acciai 18/8 e 18/10; così definiti per le percentuali di cromo e nichel, mentre il maggior componente è il ferro (con il reticolo cristallino cubico a facce centrate). A questi elementi aggiungiamo carbonio, manganese e silicio in piccole quantità, vengono impiegati per ganci, archi, bande e lavorazioni simili (non sono più usati in protesi fissa).
- Leghe stelliti: derivano dalle leghe industriali di cobalto. Furono introdotte da Maynes che le definì stelliti per la caratteristica lucentezza superficiale; presentano una considerevole durezza, resistenza meccanica, alla corrosione e un basso peso specifico in rapporto alle suddette proprietà.

Sono formate dalle diverse combinazioni di cromo, cobalto, molibdeno e nichel; vengono utilizzate per la costruzione di protesi scheletriche.